# Lamellitettigodes sumatrana
Lamellitettigodes sumatrana är en insektsart som först beskrevs av Bolívar, I. 1898.  Lamellitettigodes sumatrana ingår i släktet Lamellitettigodes och familjen torngräshoppor. Inga underarter finns listade i Catalogue of Life.